# Pljuni istini u oči
Pljuni istini u oči (srbohrvaško Pljuni resnici v oči) je debitantski glasbeni album slovenske avantgardne rock skupine Buldožer, izdan leta 1975. Po mnenju nekaterih je to eden najvplivnejših albumov, ki so nastali v Jugoslaviji. Leta 1998 je bil tako uvrščen na 7. mesto lestvice najboljših jugoslovanskih rock in pop albumov v knjigi YU 100: najbolji albumi jugoslovenske rok i pop muzike, leta 2012 pa v časopisu Dnevnik na seznam najboljših slovenskih albumov.

## Seznam pesmi
Avtor pesmi je naveden v oklepaju.
1. »Najpogodnije mjesto« (Boris Bele) – 0:44
2. »Život, to je feferon« (Marko Brecelj) – 7:34
  - »Život, sreća, ljubav«
  - »Tramvaj«
  - »Djevojčice mala«
3. »Šta to radiš, Buldožeru jedan?!« (Brecelj) – 8:51
  - »Jedem goveđu supu«
  - »Bikova osveta«
  - »Idem u raj«
4. »Blues gnjus« (Bele) – 7:43
5. »Ljubav na prvi krevet« (Bele) – 4:49
6. »Yes My Baby, No« (Bele) – 8:32
  - »Smrt jednog tranzistora«
  - »Yes My Baby Blue«
  - »Daltonisti i oni drugi«
  - »No My Baby Blue«
  - »I Don't Wanna Be a Paraplegic«

## Zasedba
| Buldožer - Marko Brecelj – glavni vokal - Boris Bele – vokal, kitara - Uroš Lovšin – kitara - Štefan Jež – bobni - Andrej Veble – bas kitara - Borut Činč – Hammond orgle | Gostje - Ivan Volarić - Feo – vokal Ostali - Jovo Kovše in Brane Šturm – efekti - Slavko Furlan – oblikovanje naslovnice - Kostja Gatnik – ilustracija stripa |